# Nedre tjärnen, Värmland
Nedre tjärnen är en sjö i Torsby kommun i Värmland och ingår i Göta älvs huvudavrinningsområde.